# Cyligramma disturbans
Cyligramma disturbans es una especie de polilla del género Cyligramma, familia Noctuidae, orden Lepidoptera. Fue descrita por Francis Walker en 1858.

## Descripción
Mide aproximadamente 100 mm.

## Distribución
Se distribuye por África: Madagascar.